# Józef Allamano
Józef Allamano, właśc. wł Giuseppe Allamano (ur. 21 stycznia 1851 w Castelnuovo Don Bosco, zm. 16 lutego 1926 w Turynie) – założyciel Instytutu Misjonarzy Matki Bożej Pocieszenia (wł. Consolata, IMC), święty Kościoła rzymskokatolickiego.
Był czwartym z pięciorga dzieci, jego ojciec zmarł kiedy miał 3 lata. Święcenia kapłańskie otrzymał 20 września 1873. 29 stycznia 1901 roku założył Instytut Misjonarzy Matki Bożej Pocieszenia (pol. Konsolata) w diecezji turyńskiej w Piemoncie.
Józef Allamano zmarł 16 lutego 1926 roku. Jego ciało, przeniesione na Cmentarz Generalny w Turynie i pochowane obok ciała Ks. Camisasy, zostało w 1938 roku przeniesione do kaplicy domu macierzystego, przy Corso Ferrucci 14 w Turynie.
13 maja 1989 został podpisany przez Jana Pawła II dekret o heroiczności jego cnót, zaś 10 lipca 1990 podpisany został dekret uznający jego cud, co otworzyło jego drogę o beatyfikacji. Beatyfikowany został 7 października 1990 roku.
23 maja 2024 papież Franciszek podpisał dekret uznający cud za wstawiennictwem błogosławionego, co otwiera drogę do jego kanonizacji i ogłoszenia go świętym. Data jego kanonizacji została ogłoszona na konsystorzu, który odbył się 1 lipca 2024.
20 października 2024, podczas uroczystej mszy św. na placu świętego Piotra, papież Franciszek dokonał kanonizacji bł. Józefa Allamano wpisując jego i innych trzynastu błogosławionych w poczet świętych Kościoła katolickiego.
Jego wspomnienie liturgiczne w Kościele katolickim obchodzone jest w dzienną pamiątkę śmierci.